# Patrícia Medici
Emilia Patrícia Medici es una bióloga conservacionista brasileña que se especializa en tapires. Es fundadora de la Iniciativa de Conservación del Tapir de Tierras Bajas.

## Biografía
Fundó la Iniciativa de Conservación del Tapir de Tierras Bajas. Publicó una investigación sobre los movimientos de animales en el Antropoceno con colegas conservacionistas y concluyó que los animales se mueven menos en hábitats influenciados por humanos. Su charla TED sobre la conservación del tapir ha sido vista más de 1 500 000 veces.
Entre varias acciones, promueve la colocación de luces reflectantes en los tapires, para que los conductores puedan verlos mejor en la noche, evitando así ser atropellados.

## Premios
- 2004, Premio Harry Messel al Liderazgo en Conservación de la Unión Internacional para la Conservación de la Naturaleza.
- 2008, Premio Futuro para la Naturaleza.
- 2011, Premio de Investigación del Instituto Durrell de Conservación y Ecología.
- 2019, Premio National Geographic Buffett al liderazgo en conservación.[2]
- 2020, Premios Whitley.[3]